# 約克敦 (阿肯色州)
約克敦（英語：Yorktown）是位於美國阿肯色州林肯縣的一個非建制地區。該地的面積和人口皆未知。

## 地理
約克敦的座標為34°01′15″N 91°49′00″W / 34.02083°N 91.81667°W，而該地的平均海拔高度為56米（即184英尺）。